# アウトストラーダ A35
アウトストラーダ A35は、関係する３つの県、ブレシア県、ベルガモ県、ミラノ県の名前から、BreBeMi(ブレベミ)とも呼ばれる、アウトストラーダ A4の南側でブレシアとミラノを接続する、イタリアのアウトストラーダである。この道路は道路と同じ名前のブレベミプロジェクト株式会社が管理している。

## 歴史

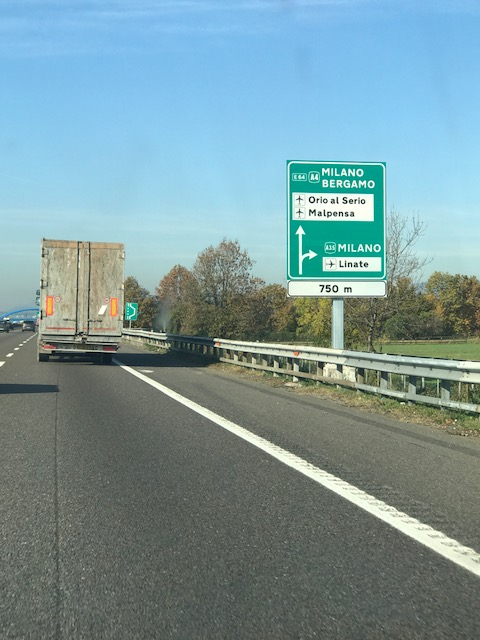
A4ミラノ方面にあるA35への分岐案内標識

ミラノとブレシアの間の接続は既にA4で確保されていたが、代替経路検討の必要性が年々高まっていた。これはA4の前述の区間が、とりわけ継続した大量の交通量を示していたためである。1日の平均交通量は10万台であり、ピーク時には17万台に達していた。状況を悪化させている原因は、ピーク時1日5万台という大量の大型車の通行だった。
これらの状況を考慮して、まずA4のミラノとベルガモの区間を片側4車線および緊急車線の構成にすることが決定され、拡張工事は2007年に完成した。いずれにせよ、ベルガモ都市部を経由するために北に迂回することなく、ミラノとブレシアを直接つなぐアウトストラーダは距離的に節約できるものだった。
この二都市を直接接続するアウトストラーダについての議論は1990年台初めに始められた。1996年の最初の事前実現可能性調査から、追加調査、1999年と2000年の2回の実現可能性調査、そして最後に入札に向けての事前プロジェクトがあった。事前プロジェクトが発表された2001年から2009年まで、承認活動が進められた。CIPEの肯定的意見、および引き続く2005年の決議ののち、最終プロジェクトが2009年6月26日に承認された。
2009年7月22日に工事が始められ、2014年春に終了した。このアウトストラーダは、ミラノ東外環状線(TEEM)(A58)のArco TEEM区間の開通と同時に、2014年7月23日に開通した。開通式には、首相マッテオ・レンツィ、運輸省マウリツィオ・ルーピ、ロンバルディア州知事ロベルト・マローニが出席した。
2015年5月16日にA58全線が開通し、その直後の数週間でA35の交通量は30パーセント増加した。
2017年11月13日に、このアウトストラーダの最後の欠落部分が開通した。ブレシアのすぐ近くにあるアウトストラーダ A4とのジャンクションである。

## 費用

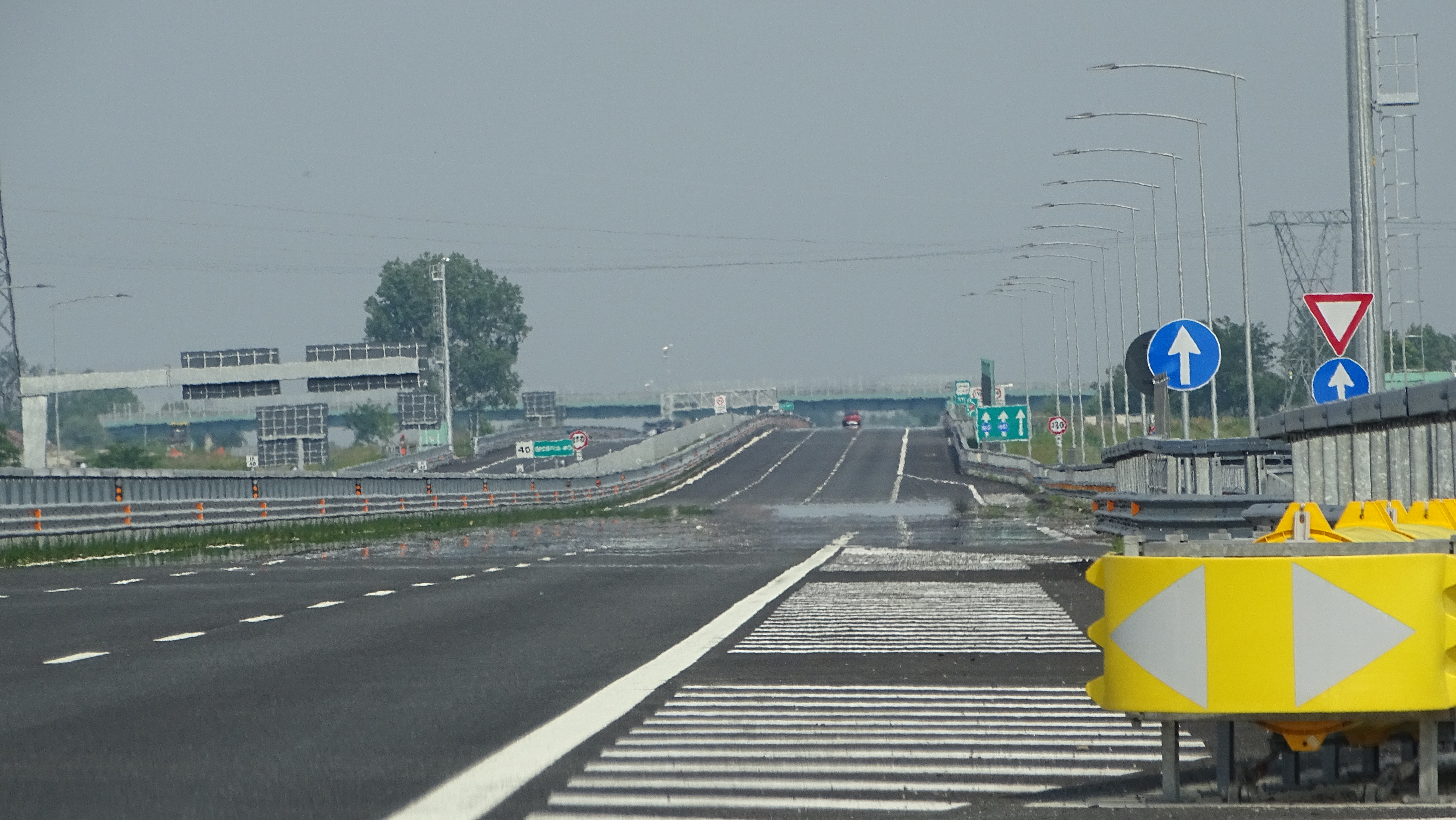
A35 トレヴィーリオ出入口近郊

A35の管理会社がプロジェクトファイナンスで示している高速道路の推定建設費用は約8億ユーロであり、通行料の徴収により投資額の回収を計画した地方自治体および企業が負担した。しかし、開通までにかかった費用は24.39億ユーロに達しており、その大部分は欧州投資銀行(7億ユーロ負担)とCassa Depositi e Prestiti(8.2億ユーロ負担)により賄われた。
さらに、高い通行料(1キロメートル(以降 km と表記する)あたり約15ユーロセントであり、これに対し同じ経路を含むA4は1 km あたり7ユーロセント)と、このアウトストラーダがミラノとブレシアを結ぶ既存のA4の複製物であるという事実から、妥当な期間内に投資を回収するために必要な1日あたり60,000台の車両通行量に対し、実際には20,000台代とまったく到達しなかった。この状況を受け、2014年12月27日の金融法により、イタリア政府とロンバルディア州は合計3億6000万ユーロを割り当てた。最初に、アウトストラーダ相互接続基金の名で、2017年から2031年までの15年間にわたり年2000万ユーロずつ、合計3億ユーロを割り当て、次に6000万ユーロを割り当てた。この施策は、政治家たちおよびレガンビエンテから広く批判を浴びた。本来の通行料金により賄うことが不可能なアウトストラーダの不要性、および、全て私的に資金提供されなければならないという条件の下で承認されたものに公的資金を投入するということの不適切さ、を強調した。ロンバルディア州の出資に関しても、州の公衆衛生もしくは教育に使わず、赤字道路に6000万ユーロを費やすことの不適切さに関して論争がおきた。

## 関連企業
ブレベミプロジェクト株式会社は、この道路の計画、建設、管理を担当している。
この会社には、以下の団体が出資している。
- ロンバルディア高速道路株式会社 - 86.82パーセント (以降 % と表記する) 
  - ブレシア - ヴェローナ - ヴィチェンツァ - パドヴァ 高速道路株式会社
  - 中央パダーナ高速道路株式会社
  - ミラノ・セッラヴァッレ - ミラノ環状線株式会社
  - 産業団体
  - 商工会議所、地方自治体[14]

ロンバルディア高速道路コンセッション株式会社は、ANASが50 %、ロンバルディア・インフラストラクチャー会社(ロンバルディア州が100 % 出資)が50 % 出資の会社であり、単一コンセッション契約の承認プロセスの監視、最終プロジェクトの具体化に先立つブレベミの活動の監視、ロンバルディア州が推進するプログラム協定に関連する技術活動、セーフガードゾーンへの都市の介入の技術的適合性の証明書の発行/拒否、を目的としている。
実際の建設作業は、コンセッショネアであるブレベミプロジェクト株式会社との契約により、エミリアーノ州ブレベミコンソーシアム(ピッツァロッティ、コンソーシアム協同組合建設、ウニエコ、により設立)により実施された。契約は2009年10月に締結された。

## 経路の説明

ブレベミの経路(ピンク)、現存のアウトストラーダに加え、計画中のA36、ラッコルド・アウトストラダーレ・オスピタレット - モンティキアーリを表示している

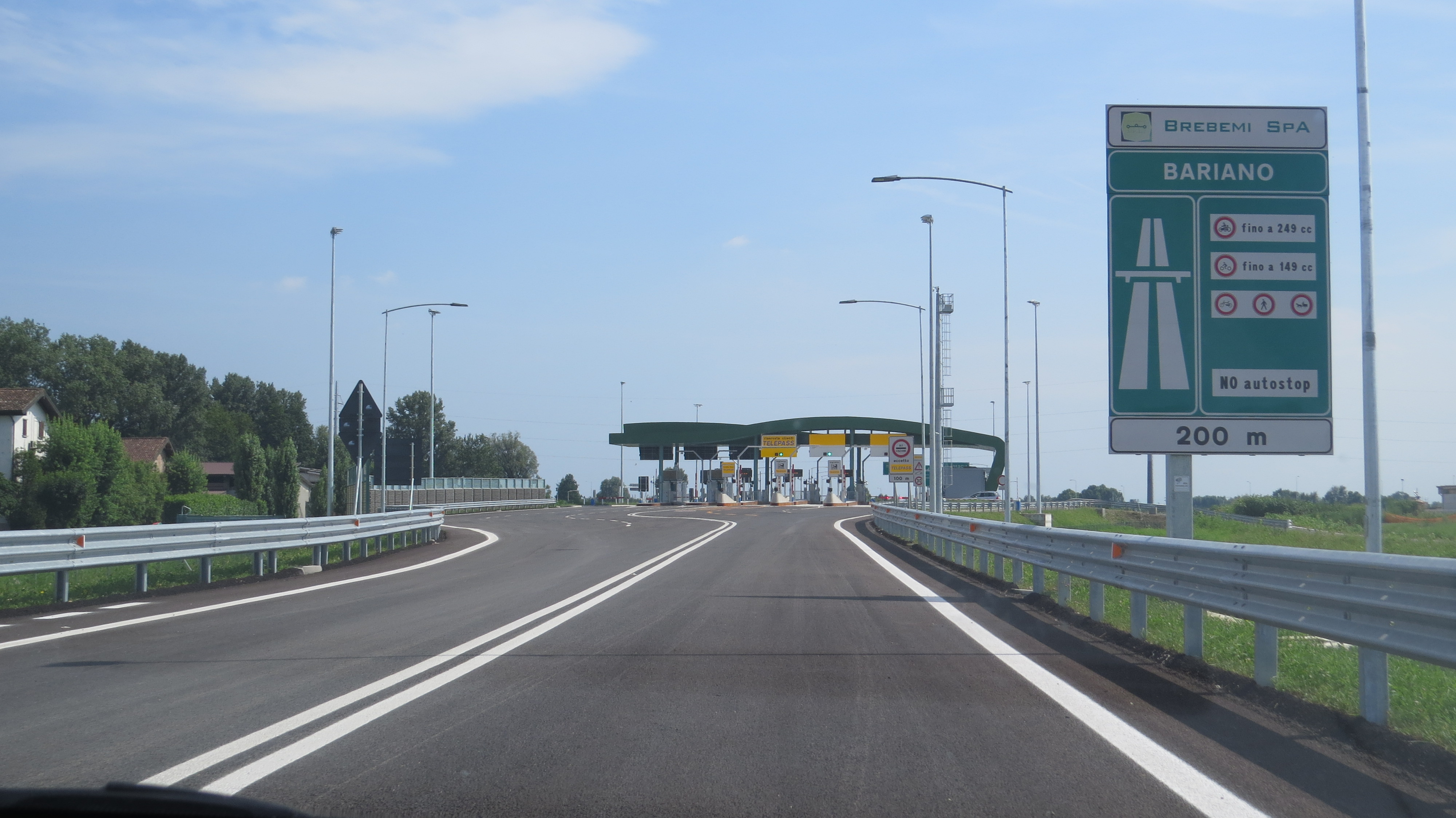
バリアーノ料金所

A35は、ブレシアとミラノ間を直接接続している。A4はベルガモを通るために北にあがり遠回りしていることに対し、ベルガモ県のより南側のトレヴィーリオを通っている。
ブレベミの始点は、ブレシア西出入口の少しベルガモよりのところのアウトストラーダ A4とのジャンクションである(カステニャート本線料金所)。このアウトストラーダは、ブレシア南環状線(ブレシア県道11号線)とも接続している。2017年11月13日までは、A35の始点は、カッツァーゴ・サン・マルティーノのペドロッカとトラヴァリアートの境界の県道19号線上であり、そこより東側はA35 - ブレシア南環状線接続路という道路名であった。最初は、この7.2 km の接続路は第2種郊外道路と分類されていたが、A4と相互接続することになり、アウトストラーダとして再開発された。接続路部分には、新しい出入口とジャンクション、およびA4からの入口の本線料金所が追加され、以前の始点からA4とのジャンクションまではA35の延伸部分とされた。
2017年11月にA35とA4のジャンクションとともに運用開始したカステニャート本線料金所を過ぎたあと、県道19号線とのジャンクションがある。この県道19号線は南側でラッコルド・アウトストラダーレ・モンティキアーリ - オスピタレットという名のラッコルド・アウトストラダーレになっており、部分的にアウトストラーダ化されている。A35はこの先6 km 西にあるキアーリ東本線料金所まで無料区間である。キアーリ東本線料金所までの無料区間には、トラヴァリアート東、トラヴァリアート西、ロヴァート、カストレッツァートの出入口がある。キアーリ東本線料金所の手前には、キアーリ東出入口もある。
ブレベミの有料部分は、延長42 km であり、出入口が6箇所、高架橋3箇所(オーリオ川、セリオ川、アッダ川)、トンネル1箇所(トレヴィーリオ出入口とカラヴァッジョ出入口の間で旧国道11号線とミラノとブレシアを結ぶ高速鉄道の下を通る)がある。その後、このアウトストラーダはメルツォとポッツオーロ・マルテザーナの間でミラノ東部外環状線(TEEM)(A58)に合流する。ミラノ都心部までは、TEEMからスーペルストラーダ化された2本の県道を使うことができる。一本は、南側の県道14号リヴォルターナ線であり、もう一本は、北側の県道103号カッサネーゼ線である。A58から県道14号リヴォルターナ線に行くには、リスカーテ出口を出て、第1種郊外道路ヴァリアンテ・ディ・リスカーテから道なりにつながっている。

## 現在の状況
このアウトストラーダが開通してから約5年後の2019年2月にAgiciによる費用対効果評価が実施され、その結果は「部分的に有益」であった。これは、交通量の緩やかな増加、いくつかの大企業がこの道路沿いにオフィスを開設することを決定したこと、および、この地域の一般道の交通量が減少したこと、によるものである。

## 行程
| BRESCIA - MILANO BreBeMi - Brescia Bergamo Milano | |        |      |      |
| 種別                                              | 方面 | ↓km↓   | ↑km↑ | 地域 |
|                                                   | Autostrada A4 (Verona-Vicenza-Padova-Venezia) |        |      | BS   |
|                                                   | Castegnato本線料金所 | 0.0    |      | BS   |
|                                                   | Tangenziale Sud di Brescia Brescia centro |        |      | BS   |
|                                                   | Travagliato Est | 1.1    |      | BS   |
|                                                   | Travagliato Ovest | 4.11   |      | BS   |
|                                                   | Autostrada A21 racc Ospitaletto-Montichiari Venezia (Ospitaletto)料金所 Cremona-Piacenza (Brescia Sud料金所)                                                | 6.0    |      | BS   |
|                                                   | Rovato sud | 9.19   |      | BS   |
|                                                   | Castrezzato | 11.1   |      | BS   |
|                                                   | Chiari est | 12.3   |      | BS   |
|                                                   | Chiari est 本線料金所 | 13.0   |      | BS   |
|                                                   | Chiari ovest | 16.35  |      | BS   |
|                                                   | Calcio | 23.63  |      | BG   |
|                                                   | Romano di Lombardia Strada statale 591 Cremasca (Bergamo-Crema-Codogno)                                                                                     | 30.55  |      | BG   |
|                                                   | Bariano | 35.16  |      | BG   |
|                                                   | "Adda Sud e Adda Nord"サービスエリア | 40.00  |      | BG   |
|                                                   | Caravaggio Santuario di Santa Maria della Fonte di Caravaggio                                                                                               | 40.21  |      | BG   |
|                                                   | Treviglio Strada statale 42 del Tonale e della Mendola (Verdello-Bergamo-Lovere) Strada statale 11 Padana Superiore (Torino-Brescia-Verona-Venezia-Trieste) | 46.475 |      | BG   |
|                                                   | Tangenziale Est Esterna di Milano Autostrada A1 (Bologna-Firenze-Roma-Napoli) Autostrada A4 (Torino-Bergamo-Venezia) Tangenziale Est di Milano              | 54.8   |      | MI   |

## 構造の特長

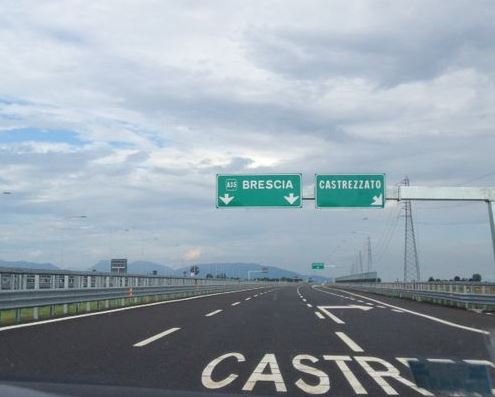
A35 カストレッツァート出口

ブレベミの総延長は62.1 km であり、以下のように分けられる。
- 盛り土上: 37.9 km
- 掘割内: 19.2 km
- 高架橋: 3.7 km
- トンネル: 1.3 km

この道路には以下の施設がある: 完全自動料金所、経路全体にわたる照明(霧の時に必要になる道路上の先進的信号システム)、サービスエリア4箇所、パーキングエリア2箇所、メンテナンスセンター、ブレベミ株式会社のオペレーションセンター。A4とのジャンクションから県道19号線とのジャンクションまでの区間は片側2車線および緊急車線の構成であり、県道19号線とのジャンクションからTEEMとのジャンクションまでの部分は、片側3車線および緊急車線の構成である。接続しているTEEMと県道14号リヴォルターナ線の区間は片側2車線および緊急車線の構成である。

## 関連プロジェクト
ブレシアとミラノを直結するアウトストラーダ建設に関連するプロジェクトは、主として、東側からミラノへのアクセスに関係している。県道14号リヴォルターナ線および県道103号カッサネーゼ線の片側2車線の上下線分離化もブレベミプロジェクに含まれており、ブレベミ株式会社が担当している。

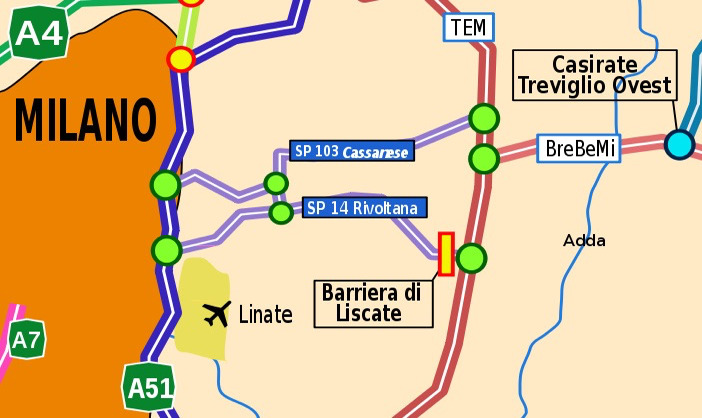
ブレベミおよび関係する道路の経路

県道14号線については、リスカーテのTEEMとのジャンクションからA51東環状線のリナーテ - ヴィアーレ・フォルァニーニジャンクションの間が対象である。
一方、県道103号線については、この片側2車線化はブレベミ株式会社とミラノ県の間で費用分担している。この工事は、ブレベミの入口から数百メートル北のポッツオーロ・マルテザーナのTEEMのジャンクションから、ランブラーテのA51東環状線とのジャンクションまでの区間が対象である。
まとめると、ミラノ北部からブレベミへは、スーペルストラーダ化された県道103号をランブラーテからポッツオーロ・マルテザーナまで進み、その後TEEMを南下すると到着する。ミラノ南部からブレベミへは、スーペルストラーダ化された県道14号をヴィアーレ・フォルラニーニからリスカーテまで進み、その後TEEMを4 km 北上すると到着する。
ベルガモ県ではまた、通常の道路網に、基本的にジャンクションとラウンドアバウトで接続する工事も計画されている。ブレベミとクレモナ県北部を結ぶ道路も建設された。
ブレシア側で開いているプロジェクトは、ブレシア南環状線、県道19号線 - A21接続路(コルダ・モッレ)、ブレシア県道11号線(旧国道11号パダーナ・スペリオーレ線)、ブレシア県道510号線(ブレシア - イーゼオ)、の間の道路の整備・拡張工事である。これらの工事は、橋、出入口ランプ、接続路、ラウンドアバウトの建設、および道路の拡張を含んでいる。
また、ブレベミとA36の間に、ミラノ東外環状線に平行してアウトストラーダ化した接続路（ペデモンターナ・ブレベミ相互接続道）を建設する計画もある。この接続路は、将来のアウトストラーダ・ベルガモ - トレヴィーリオ - ローディの一部になる予定である。